# Bernal de Ventimiglia Pisa

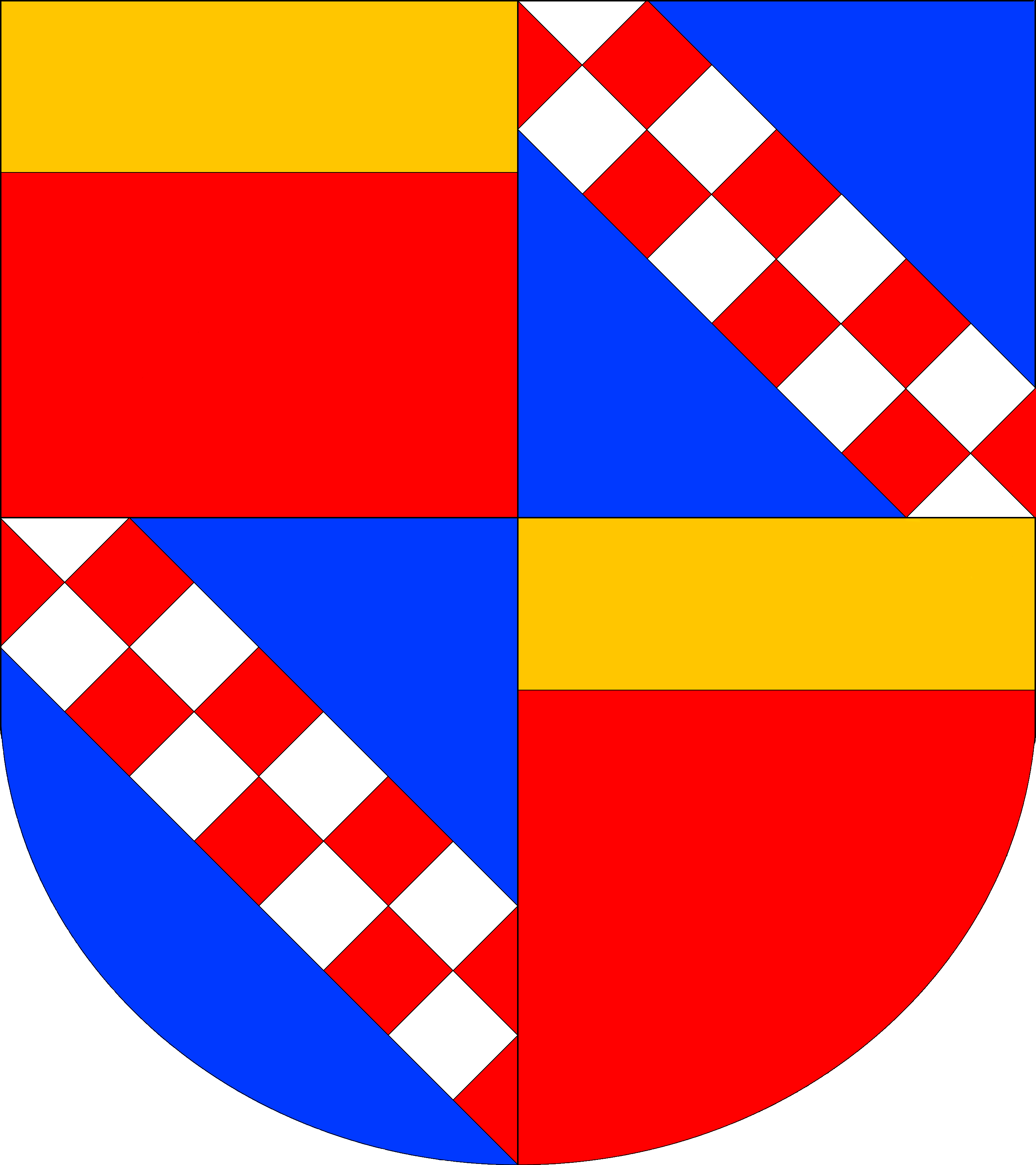
Escudo de armas del marqués de Irache: casa de Ventimiglia combinado con la casa de Altavilla, desde 1433.

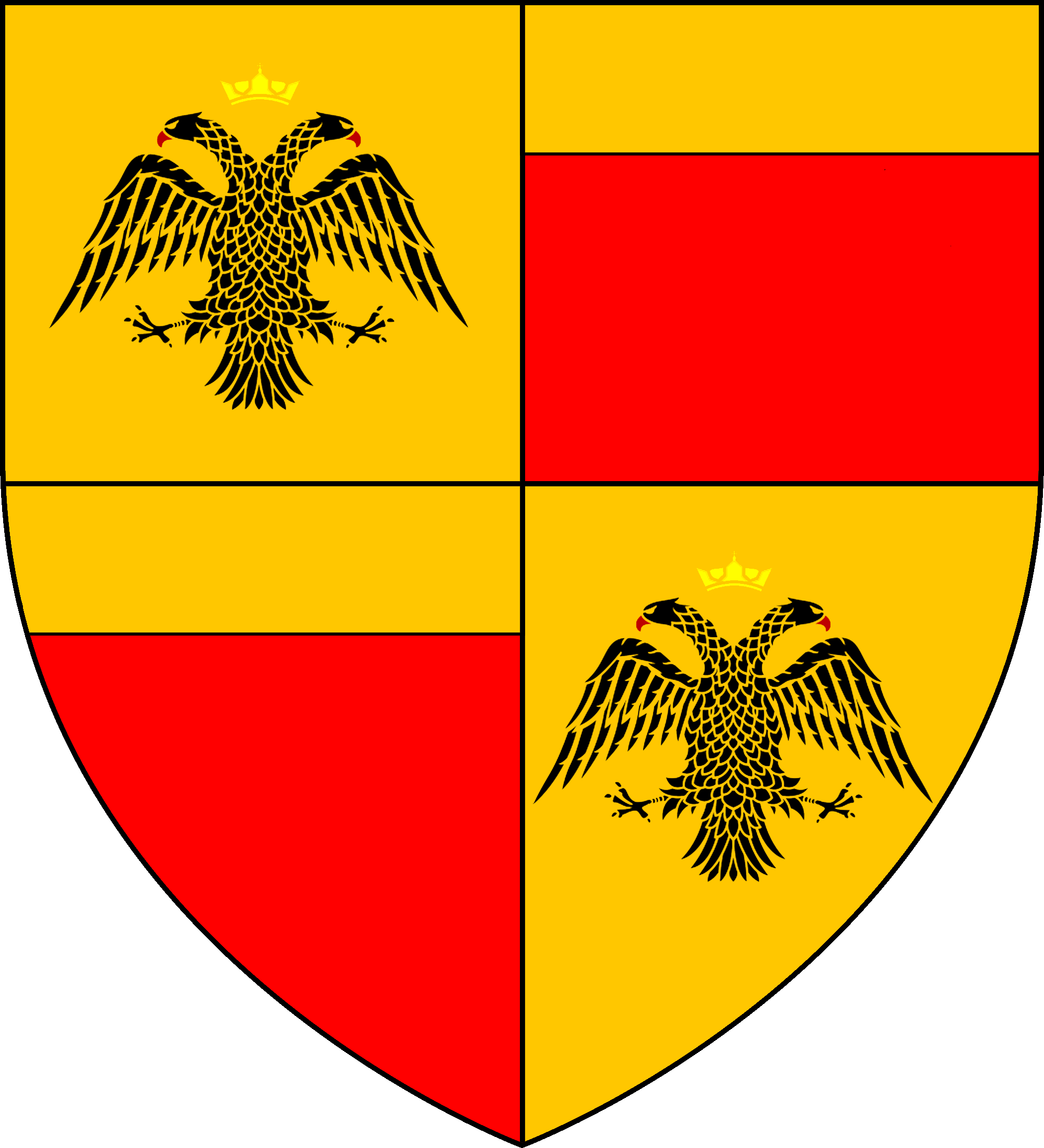
Escudo de armas de Bernal de Ventimiglia Pisa (casa de Ventimiglia).

Bernal de Pisa Ventimiglia (m. Málaga 16 de diciembre de 1515), fue el único hijo de Giovanni Antonio Ventimiglia Clermont-Lodéve (1445-abril de 1483), conde de Montesarchio, y de Isabel de Pisa y nieto de Antonio de Ventimiglia, II marqués de Irache y XVI conde de Geraci, (m. 1480) y de Margaritha de Clermont-Lodéve Orsini.

## Títulos y Cargos
- Alguacil de Casa y Corte de los Reyes Católicos.[3]
- Asesor personal de los Reyes Católicos.
- Alguacil general del tribunal de la Inquisición.[3]
- Caballero de la Orden de Santiago (Expediente 1784).

## Biografía
Aunque nació en Italia, se trasladó siendo muy joven a España, junto con su madre, Isabel de Pisa, estableciéndose en primer lugar en Córdoba y más tarde en Medina del Campo. Su padre, Giovanni Antonio Ventimiglia Clermont-Lodéve, conde de Montesarchio, debería acudir más tarde, para entrar al servicio de los Reyes Católicos, pero la muerte le alcanzó antes de poder trasladarse en pleno ejercicio de su trabajo como condottiero. Pero rápidamente siguió los pasos de su padre en el ejercicio de las armas, como siempre al servicio de la  Corona de Aragón.
En 1475, siendo vecino de Medina del Campo, al servicio de los Reyes Católicos, participó en la guerra contra Portugal.
Más tarde, en 1487, se significó en la conquista de Málaga con numerosas acciones, que le valieron sus primeras posesiones ganadas a título personal, además del título que siempre le acompañó: "conquistador de Málaga".
En los Repartimientos de la ciudad de Málaga consta que D. Bernardo recibió a principios del año 1490: “… unas casas que son en las Doce Revueltas en que hay un cuerpo principal con un corralejo y establo a las espaldas y con otro cuerpo pequeño que se quitó al carnicero que tenía de más de lo que le dieron con otro corral pequeño e con otra casilla junto con la principal en medio de ella y del dicho cuerpo que se tomó al dicho carnicero”. También, en el mismo documento, consta la entrega de 20 fanegas de tierra.
Del mismo modo, poco después el mismo Bernardo de Pisa Vintimilla recibió también, como alguacil de la corte: “… las casas que fueron de Beloçid y de Musber moros vecinos que eran de ella e junto con ellas otras algunas para que las puedan meter dentro para ensanchar las susodichas declaradas…”.
Ya establecida la familia en Málaga, emparentarán con las demás familias nobles de la ciudad mediante estrategias matrimoniales. Así  Bernal de Pisa casó con Beatriz Enríquez de Noroña y sus descendientes a su vez emparentaron con otras familias de raigambre, como los marqueses de Villadarias, los marqueses del  Vado del Maestre, los marqueses de Cóprani, principado de Santo Mauro, los condes de Peñón de la Vega (título que radica en la Casa de Valdecañas), marquesado de Valdesevilla, de Villafranca, Simada, Casa Henestrosa, Condes de Vía Manuel, Vizcondes de Miranda y una extensa lista de familias, que en el XVI y siguientes constituirían tronco común con los Ventimig]ia.
En cuanto a la actividad de dicha familia, la mayoría de ellos fueron regidores, jurados y alguaciles del Cabildo, aunque algunos se dedicarían a la Iglesia, fundamentalmente como franciscanos y monjas clarisas; dato este Último reflejado por Díaz de Escobar (ADE).
En 1494 es enviado por los Reyes Católicos a la isla de la Hispaniola como supervisor de las actividades de Cristóbal Colón, quien realizaba su segundo viaje por tierras americanas. "Fue enviado como Contador General, y su trabajo no estuvo exento de roces, algunos muy graves, con el descubridor.
De Bernardo, su mujer e hijos, ha quedado una amplia documentación, esencialmente desde 1487 a 1518. En 1487 Bernal recibe de los reyes una ayuda de 30 000 maravedíes, que transmitirá a sus hijos junto al señorío del Peñón de la Vega, al norte de Málaga, y la posesión de un horno en Granada.
En particular, se conserva la documentación concerniente a su actividad come ejecutor de las sentencias del tribunal del Santo Oficio y de la Casa Real (con cargo de Alguacil General, el brazo armado del inquisidor Tomás de Torquemada), por causas de adulterio, robo, arresto de malhechores, evaluación de daños...
Testó, ya enfermo, el 16 de diciembre de 1515, en la ciudad de Málaga ante el escribano Juan de Moscoso.
Como fundador de la familia Ventimiglia en España, a lo largo de los siglos su descendencia fueron merecedores de innumerables títulos nobiliarios, que a su vez emparentaron con otras tantas casa de la nobleza española, algunas de las cuales se detallan a continuación.

## Matrimonio y descendencia
Casó en Málaga con Beatriz Enríquez de Noroña, (m. 1514), de la que tuvo la siguiente descendencia:
- Luis de Pisa Ventimiglia Enríquez de Noroña (m. Málaga, 1530), Regidor perpetuo y Jurado de Málaga.[20] Testó el 19 de septiembre de 1530 ante el escribano Gaspar de Villoslada.[21] Casó con Catalina de Rojas, hija a su vez de Juan de la Peña "el Bueno" y de Leonor de Rojas.[20] Tuvieron sucesión:
  - Diego de Pisa Ventimiglia Rojas, Regidor de Málaga, testó el 30 de julio de 1587 ante Gaspar de Mújica. Casó con María Eslava Jiménez, hija del jurado Luis Fernández de Eslava y de Beatriz Jiménez,[22] perpetuadores de la saga de los "Ventimiglia de Málaga".[23][24]
    - Francisco de Pisa Ventimiglia, nacido en Ronda y fallecido en la ciudad de Málaga,[25] natural de Málaga, quien testó el 4 de marzo de 1605 ante Pedro Moreno. Se casó en Ronda, siendo velado el 5 de agosto de 1596 en la Capilla Mayor de la Parroquia del Hospital de San Cosme y San Damián con Catalina Ximénez de Torres,[6] (Ronda 8 de abril de 1596-Málaga 27 de noviembre de 1642), hija a su vez de Clemente Ximenez de Torres Gil, Regidor de Ronda, y de María Díaz Giraldo.[26]
      - Clemente de Vintimilla Pisa y Jiménez de Torres, Regidor perpetuo de Málaga, (m. 27 de noviembre de 1642). Dos años antes se había casado[27] con Francisca Arias del Castillo Maldonado y Fajardo, hija de Francisco Arias del Castillo, señor del mayorazgo de Arias, y de su esposa María Maldonado Fajardo[28] y hermana de Antonio Arias del Castillo, caballero de la Orden de Santiago y I marqués de Villadarias.[29] De esta unión nació:
        - Águeda Catalina de Vintimilla Pisa y Arias del Castillo, hija póstuma, (Málaga, 4 de febrero de 1643-Málaga, 15 de agosto de 1707), marquesa de Casa Arias,[30] que casó el 3  de enero de 1657 en Santa María de la Paz de Málaga (cuando tenía solamente 13 años y 5 meses de edad)[31] con su primo Diego de Córdoba Lasso de la Vega y Francia (Sevilla, 3 de marzo de 1629-Málaga 19 de abril de 1697),[3] I marqués del Vado del Maestre, General de la Flota de Nueva España, Capitán General de la Guardia y Carrera de Indias, del Consejo Supremo de Guerra y Junta de Armadas, e hijo de Grandes de España.[32]
          - Juana Eusebia Fernández de Córdoba Lasso de la Vega y Ventimiglia (1665-1712), casó con Alonso Sánchez de Figueroa y Silva, I marqués de Valdesevilla,[33] señor de La Pizarra y Torre del Águila. Esta línea emparentaría más tarde con el condado de Vía Manuel Grandeza de España, marquesado de Rafal Grandeza de España, Villa Alegre de Castilla, Sauceda, Arenal, Torralba, la Garantía (20 de octubre de 1816), la Garantía en el Reino de las Dos Sicilias, Benamejí Grandeza de España, Valparaiso, Grandeza de España, Villahermosa, Busianos, Scala, Manises, Concordia... Condado de Saucedilla, del Águila Grandeza de España, Villagonzalo Grandeza de España, Villaverde la Alta, Parcent Grandeza de España, Valverde... Vizcondado de Peñaparda de Flores, Santa Clara de Avedillo, Tomillos, infinidad de señoríos y baronías y el posterior entronque con la familia imperial Bonaparte, de la que surgirían más tarde los actuales marqueses de Irache Grandeza de España por extinción de la línea Ventimiglia siciliana.
          - Francisco de Paula Fernández de Córdoba Lasso de la Vega y Ventimiglia (1678-1709), II marqués del Vado del Maestre, casó con Isabel Mansilla-Lasso de Castilla Pareja-Obregón.
            - Diego Fernández de Córdoba Lasso de la Vega y Mansilla, III marqués del Vado del Maestre, que casó con Isabel Josefa Pacheco, hija de los II marqueses de la Torre de las Sirgadas.
              - Francisco de Paula Fernández de Córdoba Lasso de la Vega y Pacheco, IV marqués del Vado del Maestre, que casó con Isabel Pacheco Portocarrero y Cárdenas (1725-1782), su prima carnal, XVII condesa de la Puebla del Maestre, grande de España, XII marquesa de Bacares y IV de la Torre de las Sirgadas. Esta línea tuvo sucesión, que más tarde emparentaría también con los condes de Salvatierra, marqueses de Peñafuente, condes de Requena, duques de Sotomayor y vizcondes de Revilla de Barajas, entre otros.

      - Leonor Vintimilla Pisa y Jiménez de Torres, casada con Pedro Gómez de Chinchilla de quien procede luego el I marqués de Chinchilla.[34] Pedro testó el 1 de septiembre de 1660. Leonor testó ya viuda el 9 de agosto de 1667.[35] Fueron padres, entre otros, de:
        - Clemente Chinchilla Vintimilla, natural de Málaga. Bautizado el 30 de septiembre de 1634. Veinticuatro de la ciudad de Granada y alférez mayor de Almuñécar. Contrae matrimonio en Málaga el 10 de diciembre de 1664 con  Juana de Espinosa Fonseca, natural de Granada y bautizada el 17 de octubre de 1650, hija de Antonio de Fonseca y Espinosa, familiar del Santo Oficio y alférez mayor de Almuñécar, y de Ana de Chinchilla (hija de Luis de Chinchilla y de Catalina Molina), habiendo otorgado escritura de dote el 2 de diciembre de 1664. Clemente testó en Málaga el 12 de septiembre de 1703 y otorga poder para testar el 1 de julio de 1721.[35] Son padres, entre otros, de:
          - Antonio Chinchilla y Fonseca, natural de Málaga. Bautizado en la parroquia de los Santos Mártires el 16 de enero de 1669, vizconde de Fonseca y I marqués de Chinchilla (investido el 3 de julio de 1721), 24 de Granada y alférez mayor de Almuñécar. Contrae matrimonio en Utrera (Sevilla) el 3 de octubre de 1702 con  Inés de Paula de Henestrosa, natural de Utrera y bautizada el 26 de enero de 1677, hija de Juan de Henestrosa, natural de Sevilla, y de Catalina Valderrama, natural de Osuna. Antonio testa el 20 de septiembre de 1737, falleciendo el 24 de julio de 1738. Inés testa el 7 de diciembre de 1747 y fallece el 9 de mayo de 1750.[35] Tuvieron descendencia.

      - Francisco de Pisa Vintimilla Pisa y Jiménez de Torres, fundador del mayorazgo del Peñón de la Vega, bautizado en la parroquia mayor de Ronda el 12 de mayo de 1601. Quedó viudo de María de Vintimilla, casándose en segundas nupcias en la Parroquia del Sagrario de Málaga el 10 de abril de 1651 con Leonor Rodríguez de Santisteban, que fue bautizada el 28 de diciembre de 1633 y testó el 13 de junio de 1684 ante Pedro Ballesteros,[36] y fue enterrada ese mismo año en el convento de Santa Clara con el hábito de San Francisco,[37]  hija de Gerónimo Rodríguez de Santisteban.[38] Bautizada en la misma parroquia el 28 de diciembre de 1633. Murió el 10 de enero de 1680, y se enterró en el Convento de San Francisco de Málaga. Testó ante Pedro Ballesteros, habiendo realizado con anterioridad en 1678 un codicilo.[39][40]
        - Clemente Pisa Vintimilla Rodríguez de Santisteban (m. 24 de octubre de 1673), enterrado en el convento de San Francisco de Málaga.[41]
        - Diego Pisa Vintimilla Rodríguez de Santisteban, príncipe de Vintimilla, I príncipe de Santo Mauro,[42] conde del Peñón de la Vega y marqués de Crópani. En 1685 era Capitán de Infantería en Flandes y solicitó el 13 de febrero de ese mismo año, ante el escribano público de la ciudad de Málaga Antonio Vargas de Machuca, que se le hiciera merced del hábito de Santiago, ya que su hermano Clemente, quién lo solicitaría con anterioridad en 1666, había muerto sin que se le otorgara.[43]  Diego testó el 13 de noviembre de 1733 ante el escribano Diego de Cea Bermúdez, aunque realizó un codicilo posterior en 1737.[44] Se casó sobre 1717 en Bruselas con María Maximiliana Bourgois, natural de Hansercusse (Flandes), aportando más de 4000 ducados de moneda castellana que recibió por testamento de su madre María Magdalena Dixmuda. María Maximiliana testó el 10 de julio de 1737, solicitando ser enterrada en la bóveda de la capilla del Santo Cristo de la Columna en el Real Convento de San Francisco de Málaga propiedad de su marido.[45] Este matrimonio no tuvo descendencia.
        - Paula de Pisa Vintimilla Rodríguez de Santisteban (m. Antequera 21 de octubre de 1740),[46] que el 21 de abril de 1679, en Málaga, casó en primeras nupcias con (1) Pedro de Lucena y Alfaro (m. 10 de noviembre de 1680),[47] regidor y vecino de Vélez Málaga y en segundas nupcias, el 25 de marzo de 1685, con (2) Francisco del Castillo y Fajardo, II marqués de Villadarias.[48] Recibió tras la muerte sin descendencia de su hermano Diego de Pisa Vintimilla Rodríguez de Santisteban, los títulos de II condesa del Peñón de la Vega, princesa Vintimilla, II princesa de Santo Mauro y V marquesa de Crópani. Paula fue bautizada en la Parroquia de los Santos Mártires de Málaga el 4 de julio de 1658, es decir siete años después de que sus padres contrajeran matrimonio.[49]
          - (1) Leonor Petronila Francisca de Paula Lucena Alfaro y Vintimilla (n. 15 de abril de 1681), III princesa de Santo Mauro de Nápoles,[50] que casó con Melchor de Avellaneda y Sandoval, marqués de Valdecañas.
            - Francisco Javier de Avellaneda y Lucena (Madrid 16 de julio de 1701-Barcelona 6 de mayo de 1747), IV príncipe de Santo Mauro de Nápoles, II marqués de Valdecañas y III marqués de Torremayor, que casó con su tía Águeda Rosalía del Castillo y Veintimiglia, con quien tuvo una sola hija. Debido a una disposición testamentaria con respecto a la sucesión del principado de Santo Mauro en Nápoles, a su muerte el título pasó a su tío Juan Bautista del Castillo y Veintimiglia por tener solo descendencia femenina mientras que el marquesado de Valdecañas y el de Torremayor pasaron a su única hija, María de las Mercedes de Avellaneda y del Castillo, que sigue.

          - (2) María Antonia del Castillo y Vintimilla, que casó con Diego Lasso de la Vega y Figueroa,[51] II marqués de la Cimada.[52]
            - Paula Francisca Laso de la Vega del Castillo Fajardo y Ventimilla, III marquesa de la Cimada, que en 1728 casó con Carlos Joseph de Jauche y d’Harchies de Ville (m. Capua 1734),[53] IV conde de Zueweghem, sargento mayor de las reales Guardias Balonas, mariscal de campo de los Ejércitos de Su Majestad, Caballero Comendador de Sagra y Cenete en la Orden de Santiago, natural de la ciudad de Gante en los Estados de Flandes y residente en Madrid.[54]
              - Paula María de la Merced Jauche Laso De la Vega (Sevilla 7 de mayo de 1733-Madrid el 1 de mayo de 1772), IV marquesa de la Cimada,[55] V condesa de Zueveghen, que contraerá matrimonio en 1745 con Cayetano Rodríguez de los Ríos y Álvarez de Esquivel (nacido en Madrid el 14 de mayo de 1727, testó en Madrid el 22 de enero de 1788), III marqués de Santiago, señor de Uterviejo, caballero de Alcántara,[56] gentilhombre de Cámara del rey Carlos III. La sucesión de esta línea emparentaría más tarde con el marquesado de San Adrian, marquesado de Santiago y marquesado de Campo Sagrado, entre otros.

          - (2) Antonio del Castillo y Vintimilla (n. Málaga 15 de enero de 1686),[57] caballero del Orden de Santiago, mariscal de Campo de los ejércitos de Su Majestad, III marqués de Villadarias en 1716, III marqués de Villadarias, VI marqués de Crópani, III conde del Peñón de la Vega. Antonio del Castillo y Veintimiglia falleció sin descendencia en 1740, siendo su sucesor natural su hermano Francisco del Castillo, obispo de Barcelona y de Jaén, pero rechazó los títulos debido a que estaba dedicado a la Iglesia. Sus hermanos Jerónimo y Juan Bautista se repartieron sus títulos. Le sucedió en el marquesado de Villadarias, su hermano:
          - (2) Francisco del Castillo y Vintimilla, caballero de la Orden de Santiago, Coronel del Regimiento de Infantería de la ciudad de Vélez, que en principio heredó los títulos de su hermano mayor, pero más tarde renunció a ellos debido a que adquirió condición de eclesiástico, muriendo en Baeza el 15 de noviembre de 1749, habiendo sido obispo de Barcelona y de Jaén.
          - (2) Jerónimo del Castillo y Vintimilla (Málaga 5 de junio de 1693-1725), caballero de la Orden de Santiago, coronel del Regimiento Provincial de Caballería de la Costa de Andalucía VII marqués de Cropani y IV conde de Peñón de la Vega. Murió sin sucesión.
          - (2) Juan Bautista del Castillo y Vintimilla, IV marqués de Villadarias, que casó con Juana Petronila de Horcasitas y del Castillo, III condesa de Moriana del Río. Tras la muerte sin descendencia de su hermano Jerónimo heredó sus títulos, pasando a ser el VIII marqués de Cropani y el V conde del Peñón de la Vega, quedando de nuevo estos títulos bajo una misma dirección. Y en 1747 falleció su sobrino Francisco Javier de Avellaneda y Lucena, del que heredó el principado de Santo Mauro de Nápoles, tal y como establecía una cláusula que dicho principado llevaba adjunta.
            - Juan María del Castillo y Horcasitas (m. 1765), caballero del hábito de Santiago, capitán de caballos de un regimiento de caballería, que casó con Antonia María de Heredia y Rocamora, marquesa de Rafal.
            - Francisco del Castillo y Horcasitas, V marqués de Villadarias, que al no tener sucesión directa dejó en testamento sus títulos de marqués de Villadarias, VI príncipe de Santo Mauro de Nápoles y conde de Moriana del Río a su primo hermano Francisco Javier de Santisteban y Horcasitas, cuyas madres eran hermanas, además de ser descendiente también de la Casa de Castillo. Mientras que el marquesado de Cropani y el condado de Peñón de la Vega quedaban en testamento para Melchor María de Avellaneda y Ceballos, hijo de su otro primo hermano Lope Gregorio de Avellaneda y Lucena.

  - Juan de la Peña Ventimiglia Rojas.
  - Águeda de Pisa Ventimiglia Rojas, que casó con el regidor Fernando de Torquemada.[58]
- Catalina de Pisa Ventimiglia Enríquez de Noroña.
- Diego de Pisa Ventimiglia Enríquez de Noroña.